# Raión de Chechelnyk
Raión de Chechelnyk (en ucraniano: Чечельницький район) es un raión o distrito de Ucrania en el óblast de Vínnytsia. La capital es la ciudad de Chechelnyk.
Comprende una superficie de 760 km².

## Demografía
Según estimación 2010 contaba con una población total de 27209 habitantes.

## Otros datos
El código KOATUU es 525000000. El código postal 24800 y el prefijo telefónico +380 4351.